# Жан-Поль Боетьюс
Жан-Поль Боетьюс (нід. Jean-Paul Boëtius, нар. 22 березня 1994, Роттердам) — нідерландський футболіст, нападник берлінської «Герти».

## Клубна кар'єра
Народився 22 березня 1994 року в місті Роттердамі. Вихованець футбольної школи місцевого «Феєнорда». Дорослу футбольну кар'єру розпочав 2012 року в основній команді того ж клубу, кольори якої захищав три сезони, ставши стабільним гравцем основного складу.
3 серпня 2015 року Жан-Поль перейшов у швейцарський «Базель», уклавши з клубом контракт на чотири роки. Не закріпившись у складі швейцарського клубу, в другій половині сезону 2016/17 виступав на правах оренди за бельгійський «Генк», після чого повернувся в «Феєнорд».

## Виступи за збірні
2010 року дебютував у складі юнацької збірної Нідерландів, взяв участь у 10 іграх на юнацькому рівні, відзначившись 2 забитими голами.
З 2013 року залучається до складу молодіжної збірної Нідерландів. На молодіжному рівні зіграв у 16 офіційних матчах, забив 3 голи.
5 березня 2014 року дебютував в офіційних матчах у складі національної збірної Нідерландів, вийшовши в її стартовому складі у товариській грі проти збірної Франції.

## Титули і досягнення
- Чемпіон Швейцарії (1):

«Базель»: 2015-16
- Володар Суперкубка Нідерландів (2):

«Феєнорд»: 2017, 2018
- Володар Кубка Нідерландів (1):

«Феєнорд»: 2017-18
- Чемпіон Європи (U-17) (1):

Нідерланди (U-17): 2011